# Auf der Breitenlohe
Auf der Breitenlohe (auch Breites Loh) ist ein Flurname im Norden des Hornberges im Westen von  Friedensdorf. Auf dem höchsten Punkt, einem 306 m hohen namenlosen Hügel, befindet sich ein Kriegerdenkmal. Im Süden des Hügels liegt der Neue Friedhof von Friedensdorf mit einer Kapelle.

## Kriegerdenkmal
Das Kriegerdenkmal erinnert an die im Zweiten Weltkrieg gefallenen Menschen aus Friedensdorf. Auf dem höchsten Punkt des Breiten Lohs steht ein etwa fünf Meter hohes, steinernes Kreuz. Um das Kreuz herum ist ein Ring aus Stein, auf dem sich sechs Metalltafeln mit den Namen der verstorbenen Personen befinden.